# Rånö
Rånö est une île de l'archipel de Stockholm en Suède,,.

## Présentation
Rånö est une île vallonnée de 6 kilomètres de long, située juste au sud d'Utö et appartenant à la commune de Haninge.
À l'ouest se trouve la baie de Mysingen et à l'est, de l'autre côté de l'étroit Rånösundet, se trouve Ålö.
La partie sud de l'île actuelle, Norrön était autrefois une île, mais elle a fusionné avec Rånö en raison du soulèvement des terres du au rebond post-glaciaire.
L'île a une superficie de 5,21 kilomètres carrés.

## Services
Sur l'île il y a des locations de chalets et un petit camping. Il y a aussi une épicerie et un restaurant ouverts en été.
La compagnie Waxholmsbolaget dessert l'île pendant la majeure partie de l'année.
Le temps de trajet depuis Nynäshamn est d’environ une heure.

## Nature
Rånö se compose pour la plupart d'affleurements, de sable et de forêts de pins.
À Hästholmsviken, dans la partie nord de l'île, se trouve une plage de sable fin.
En 2009, le dragage du Ryssundet entre Rånö et Utö a commencé et en juin 2010, le nouveau canal de 400 mètres de long et 2,5 mètres de profondeur a été inauguré.
L'île fait partie de la réserve naturelle d'Ålö-Rånö (sv) depuis 2008.
Rånö est sur le sentier de l'archipel de Stockholm, qui s'étend entre Arholma et Landsort.